# 纳米医学
纳米医学是随着纳米生物医药发展起来用纳米技术解决医学问题的学科。 
纳米技术和材料的发展将将给医学领域带来一场深刻的革命，主要在对付癌症和治疗心血管疾病方面有重要意义。
纳米材料具有与一般材料所不同的物理化学性能。
纳米技术可能将在以下方面对医学产生较大的影响：
- 使诊断更精确
应用纳米技术可将微型的诊断仪器植入人体内，可随血液在体内运行，实时将体内信息传送到于体外记录装置。
- 使治疗更有效
将常规治疗药物纳米化，可提高药效、减少用量、降低副作用。这对于恶性肿瘤的治疗，有重要作用。
- 成为防病新武器
运用纳米技术在血流中进行巡航探测，可及时发现病毒、细菌的入侵，并予以歼灭，从而消除传染病。